# Raggbock
Raggbock (Tragosoma depsarium) är en skalbagge som tillhör familjen långhorningar. I Sverige är den rödlistad som nära hotad.

## Kännetecken
Raggbocken har en kroppslängd på upp till 30 millimeter och därtill kommer dess antenner. Skalbaggen är mörkbrun och lite glansig och har en påfallande behåring. Särskilt framträdande är behåringen på huvudet och halsskölden. På halssköldens sidor finns ett tagglikt utskott. Huvudet är kort och brett med stora fasettögon.

## Levnadssätt
Raggbockens larvutveckling tar fyra år och är knuten till död ved av barrträd, främst tall. Mer sällan sker larvutvecklingen i gran. Grova, liggande stammar där barken fallit av och som inte är beskuggade ger de bästa förutsättningarna för larvutvecklingen, då arten har krav både på värme och viss fuktighet i veden. Honan lägger äggen inne i vedspringor. Samma yngelträd kan om förhållandena är goda användas i flera decennier. De gångar som larverna gnager kan gå ända in i kärnveden. I larvgångarna ses grova gnagspån som kan vara 12–13 millimeter långa. Förpuppningen sker i en puppkammare. Kläckhålet är stort och ovalt. De fullbildade skalbaggarna är nattaktiva och flyger bra.
Som imago lever baggen bara en sommar, som den ägnar åt att finna en kärlekspartner för parning och att hitta en ny tallstam för äggläggning. En tallstam kan under flera decennier tjäna som hemvist för raggbockar.